# Hegyesfarkú partfutó
A hegyesfarkú partfutó (Calidris acuminata) a madarak (Aves) osztályának lilealakúak (Charadriiformes) rendjébe, ezen belül a szalonkafélék (Scolopacidae) családjába tartozó faj.

## Rendszerezése
A fajt Thomas Horsfield amerikai természettudós írta le 1821-ben, a Totanus  nembe Totanus acuminatus néven. Egyes rendszertani munkák az Ereunetes nembe sorolják Ereunetes acuminatus néven.

## Előfordulása
Ázsia tundráin fészkel. Telelni Ázsia déli részére, Észak-Amerikába és Ausztráliába vonul. Kóborlásai során megfordul Európában is.
Természetes élőhelyei a tundrák, vizes környezetben, sós mocsarak és tengerpartok.

## Megjelenése
Testhossza 17–22 centiméter,a szárny fesztávolsága 36–43 centiméter, a hím testtömege 53–114, a tojóé 39–105 gramm.
|  |

## Természetvédelmi helyzete
Az elterjedési területe nagyon nagy, egyedszáma pedig stabil. A Természetvédelmi Világszövetség Vörös listáján nem fenyegetett fajként szerepel.